# Stazione di Sant’Agnello
Stazione di Sant'Agnello vasútállomás Olaszországban, Sant’Agnello településen.

## Vasútvonalak
Az állomást az alábbi vasútvonalak érintik:
- Torre Annunziata-Sorrento-vasútvonal

## Kapcsolódó állomások
A vasútállomáshoz az alábbi állomások vannak a legközelebb:
- Stazione di Sorrento (Stazione di Sorrento, line 13)
- Stazione di Piano di Sorrento (Stazione di Napoli Porta Nolana, line 13)